# .475 Wildey Magnum
O .475 Wildey Magnum é um cartucho de pistola semiautomática projetado para caça de grande porte usado na pistola Wildey.

## Histórico
O .475 Wildey Magnum foi projetado para ser uma munição de caça. Os estojoss são formados a partir do .284 Winchester com o "pescoço" cortado e alargado para receber uma bala de .475" e o comprimento é igual ao .45 Winchester Magnum. A velocidade a 100 jardas é equivalente à velocidade de saída do .44 Magnum.

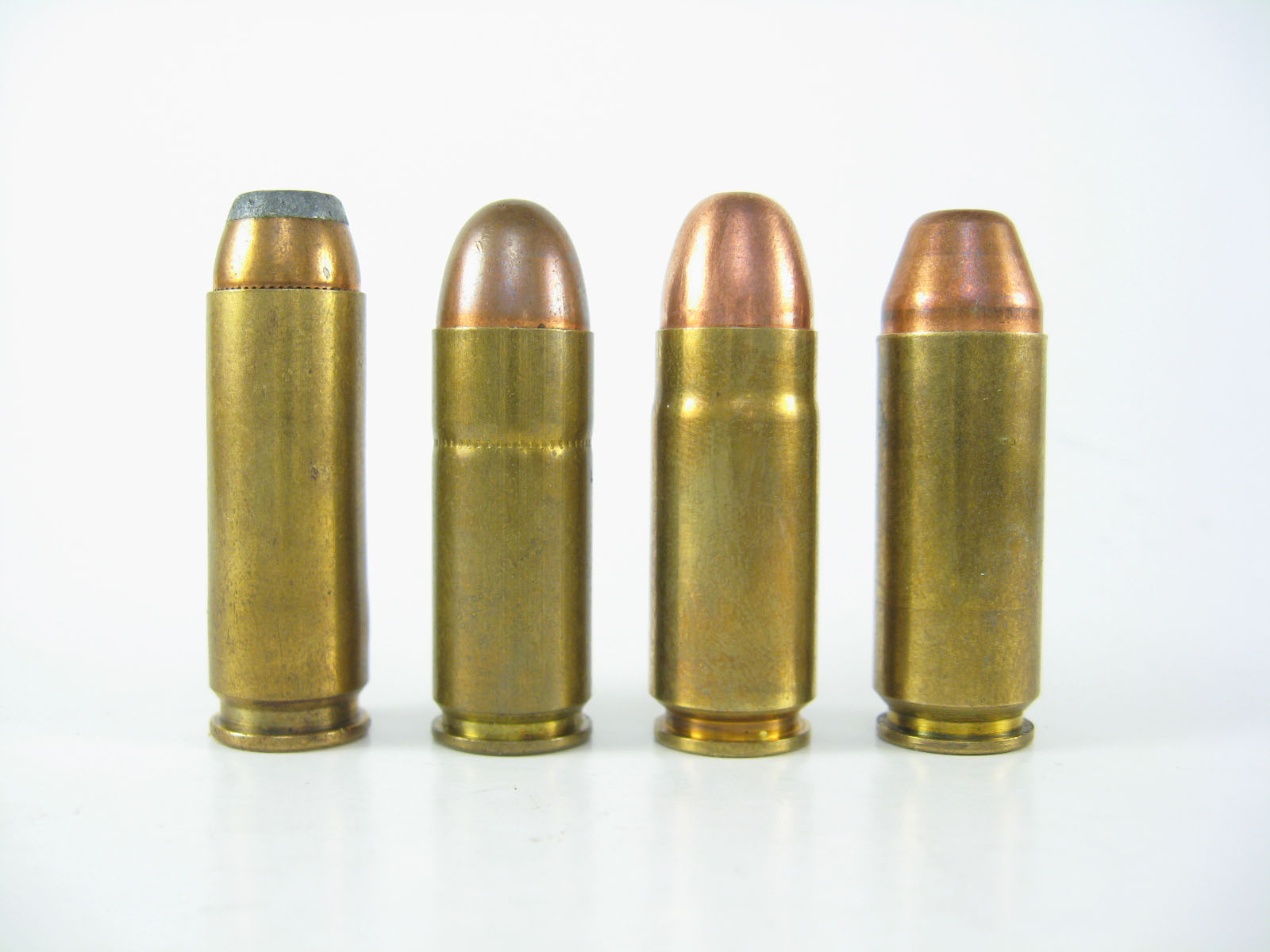
Cartuchos da pistola Wildey alinhados: .44 Auto Mag Pistol (AMP),
.45 Winchester Magnum, .45 Wildey Magnum e .475 Wildey Magnum.

## Na cultura popular
Embora não seja muito comum, o .475 Wildey Magnum é mais famoso por sua aparição no filme Death Wish 3, onde a Wildey (com câmara para este cartucho) era uma arma de Paul Kersey, um personagem retratado por Charles Bronson (usando sua própria pistola Wildey de uso pessoal) na série de filmes Death Wish, o fundador da Wildey, Inc. Wildey J. Moore disse que "toda vez que Death Wish 3 vai ao ar na TV a cabo, as vendas aumentam".

## Calibres Wildey adicionais
No final da década de 1980, a Wildey, Inc. produziu três calibres adicionais usando versões com "pescoço" de diâmetro menor do estojo do .475 Wildey Magnum originalmente projetado em 1983 a fim de atingir velocidades e energias de saída mais altas. O primeiro foi o .357 Wildey Magnum (também conhecido como ".357 Peterbuilt") que usava uma bala .357 Magnum. O segundo foi o .41 Wildey Magnum (também conhecido como "10 mm Wildey Magnum") que usava uma bala .41 Magnum. O último foi o .44 Wildey Magnum (também conhecido como "11 mm Wildey Magnum") que usava uma bala .44 Magnum. Todos os calibres foram eventualmente descontinuados.
O .45 Wildey Magnum foi introduzido por Wildey F.A., Inc. em 1997, que também é uma versão de "pescoço" de diâmetro reduzido do .475 Wildey Magnum usando uma bala de .45 ACP. Foi descontinuado em 2011, quando as produções gerais cessaram.
Abaixo estão listados os desempenhos balísticos de cada cartucho produzido quando disparado de um cano de 10 pol. (254 mm). As informações sobre o .45 Wildey Magnum são de um cano de 12 pol. (305 mm). Os tipos de bala não foram fornecidos.
| Calibre            | Peso da bala     | Velocidade           | Energia                |
| ------------------ | ---------------- | -------------------- | ---------------------- |
| .357 Wildey Magnum | 125 gr (8.1 g)   | 2.300 ft/s (701 m/s) | 1.468 ft·lbf (1.989 J) |
| .357 Wildey Magnum | 158 gr (10.2 g)  | 2.060 ft/s (638 m/s) | 1.489 ft·lbf (2.018 J) |
| .41 Wildey Magnum  | 200 gr (13 g)    | 1.842 ft/s (561 m/s) | 1.507 ft·lbf (2.042 J) |
| .41 Wildey Magnum  | 220 gr (14.25 g) | 1.733 ft/s (528 m/s) | 1.467 ft·lbf (1.988 J) |
| .44 Wildey Magnum  | 200 gr (13 g)    | 1.980 ft/s (603 m/s) | 1.741 ft·lbf (2.359 J) |
| .44 Wildey Magnum  | 240 gr (15.5 g)  | 1.747 ft/s (532 m/s) | 1.626 ft·lbf (2.203 J) |
| .45 Wildey Magnum  | 230 gr (14.9 g)  | 1.730 ft/s (527 m/s) | 1.485 ft·lbf (2.013 J) |

## Dimensões

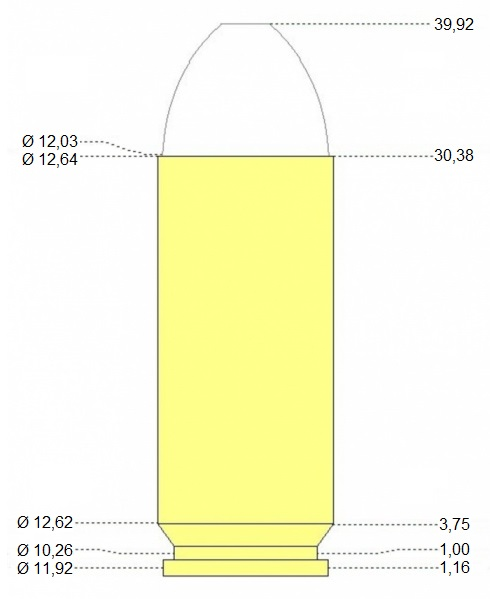